# You're Beautiful
«You're Beautiful» (en español: «Eres hermosa») es una canción coescrita por el cantante británico James Blunt, Skarbek Sacha, y Amanda Ghost para el álbum debut de James Blunt, Back to Bedlam (2004). Fue lanzado como el tercer sencillo del álbum en 2005.
En el Reino Unido y Australia, alcanzó el número uno y número dos, respectivamente. Cuando fue lanzado como el primer sencillo de Back to Bedlam en Canadá y los Estados Unidos, alcanzó el número uno en ambas listas de éxitos y recibió una amplia difusión. En 2006, la canción ganó un Premio Ivor Novello por su difusión. La canción fue certificada disco doble platino por la Industria Fonográfica Británica (BPI).Es, hasta la fecha, el sencillo más exitoso en los Estados Unidos y la única en alcanzar el Top 40 del Billboard Hot 100. En 2012, una nueva versión del sencillo fue publicado en Japón. El Q; indivi + Remix, con Keri, artista japonés, se publicó el 28 de marzo de 2012.

## Escritura e inspiración
Los periódicos han afirmado que "You're Beautiful" es acerca de una exnovia de Blunt, Dixie Chassay, directora de casting de las películas de Harry Potter, aunque Blunt se niega a confirmar o negar esto. El 8 de marzo de 2006, en un episodio del programa de Oprah Winfrey, Blunt dijo de la canción, "Es un poco triste. Era de ver a mi ex-novia en el metro de Londres con su nuevo hombre, que yo no sabía que existía. Él vio pasar toda su vida en ese momento, pero no hizo nada al respecto y no la he vuelto a ver desde entonces ". Varias versiones de la canción existe. Una versión lírica tiene una palabra explícita en el mismo ("Ella pudo darse cuenta viendo mi cara que yo estaba jodidamente drogado"), que fue lanzado en el disco Back to Bedlam y la mayoría de los sencillos de "You're Beautiful" . La edición de radio de la canción sustituye a la lírica explícita, cambiándola a "Ella pudo darse cuenta viendo mi cara que yo estaba volando alto". Versiones Acústicas, versiones en vivo y DVD también han sido lanzados. Sin embargo, a causa de la palabra en cuestión, el álbum recibió una pegatina Parental Advisory. Cuando se le preguntó acerca de la canción, Blunt respondió: "Es probablemente una de los canciones menos significativas en el álbum y de ninguna manera favorita de la gente. El álbum es como un libro que cubre varios aspectos de la vida en un orden específico". En una entrevista con HitQuarters, la coguionista Sacha Skarbek dijo que su colaboración en la canción empezó cuando Blunt llevó el título y el enfoque del coro a una sesión de composición de canciones. La contribución de Skarbek en gran parte se centró en el aspecto musical a la pista, aportando ideas y acordes para los versos, perfeccionando las melodías, y asegurándose de que la canción pegada a, "un par de ganchos para llaves en lugar de lo que es demasiado complicado".

## Video musical
El video musical de "You're Beautiful" fue dirigido por Sam Brown. El video muestra como Blunt sigue una tradición japonesa de quitarse los zapatos y los contenidos de la ropa antes de saltar desde una gran altura. Blunt se quita la parte superior de su ropa mientras hace frío, estando desnudo, cubierto de nieve y dejando todas sus pertenencias personales en el terreno. Mientras hace esto, las gaviotas círculan como buitres encima de él. Al final del video, salta de un acantilado y cae en las profundidades del agua helada mientras canta la letra: "Pero es hora de enfrentar la verdad, nunca estaré contigo". El video fue filmado en Mallorca, España. El video ha sido parodiado por Dead Ringers, con Jon Culshaw personificando a Blunt, cantando la canción con una letra distinta en la que se explica cómo se puede ser cool.

## Recepción de la crítica
La canción fue recibida con reacciones polarizadas de los críticos.
"You're Beautiful" ocupó el puesto número siete en una encuesta realizada por la revista Rolling Stone para identificar las 10 canciones más molestas. VH1 lo alineó el número 95 en su lista de las 100 mejores canciones de los '00.

## Rendimiento en listas
"You're Beautiful" es el sencillo más exitoso de Blunt hasta la fecha. También fue su único éxito de la primera, y alcanzó el número uno en diez países de todo el mundo, incluyendo el Reino Unido, Estados Unidos, España, Canadá y los Países Bajos. Alcanzó su punto máximo dentro de los primeros cinco en Australia, Francia y Alemania. "You're Beautiful" logrado una hazaña que rara vez se ve en la lista de sencillos del Reino Unido moderno, ascendiendo el gráfico siguiente al de su debut. El sencillo fue lanzado el 30 de mayo de 2005, y entró en el número doce, el 5 de junio y alcanzó el número uno seis semanas más tarde, donde se mantuvo durante cinco semanas consecutivas. La última canción de debut fuera de los diez primeros y subir al número uno fueron los hermanos Outhere "Boom Boom Boom" (1995). La posición más alta "You're Beautiful" alcanzada en Australia fue el número dos, donde se mantuvo durante dos semanas consecutivas. En noviembre de 2005, "You're Beautiful", fue lanzado en América del Norte donde obtuvo gran éxito. En Canadá, se llegó al número uno (donde permaneció durante cuatro semanas consecutivas) 22 semanas después de su debut en el Airplay BDS. En los Estados Unidos, debutó en el número 88 antes de llegar a número uno 17 semanas después. Sustituyó a Beyoncé "Check on It" y él mismo fue reemplazado por Ne-Yo "So Sick". La canción se convirtió en la primera canción "no urbana o de American Idol" en llegar a la cima del Billboard Hot 100 en Estados Unidos desde "How You Remind Me" por Nickelback" en 2001. Sin embargo, "Hollaback Girl" de Gwen Stefani también ha sido reconocido por ese logro, pero debido a sus influencias de hip-hop a base, se ha cuestionado. Esto también se convirtió en el primer sencillo de un artista británico en alcanzar el número uno desde que Elton John "Candle in the Wind 1997" (1997). Tuvo un éxito en el Pop 100 de Billboard, Hot Digital Songs, Adulto Contemporáneo y Mejor Adulto 40 formatos. Ha sido certificado platino por seis en los Estados Unidos. por ventas digitales de 1 200 000 copias.

## Premios
En los Premios Grammy de 2007 la canción recibió tres nominaciones: Grabación del Año, Canción del Año y Mejor Interpretación Vocal Pop Masculino. Por el video, Blunt ganó el premio MTV al Mejor Video Masculino y Mejor Fotografía.

## Publicación
El sencillo fue lanzado en cuatro formatos físicos oficiales. El CD1 incluye una grabación acústica exclusiva de "Fall At Your Feet", un cover tomado de las sesiones de la BBC Radio 1 Live Lounge. El CD2 incluye una versión acústica exclusiva de "Alto", más el video de "You're Beautiful" y "Making-Of" metraje. El 7 "de vinilo incluye una versión acústica exclusiva de "So Long, Jimmy". El formato físico cuarto fue una versión exclusiva del CD1, sólo disponible en HMV, que incluye un tercer carril adicional, en forma de una versión acústica de" You 're Beautiful ". Esta versión también fue vendido en Australia.

## Lista de canciones

### CD Sencillo No. 1 (Reino Unido)
1. «You're Beautiful» (Editada) – 3:22
2. «Fall At Your Feet» (Acústico) – 2:25

### CD Sencillo No. 2 (Reino Unido)
1. «You're Beautiful» (Editada) – 3:20
2. «High» (Acoustic) – 4:03
3. «You're Beautiful» (Realización del video) – 3:00
4. «You're Beautiful» (Video) – 3:23

### Sencillo 7" (Reino Unido)
1. «You're Beautiful» (Editada) – 3:22
2. «So Long, Jimmy» (Acústico) – 4:14

### CD Sencillo (Australia)
1. «You're Beautiful» (Editada) – 3:22
2. «Fall At Your Feet» (Acústico) – 2:25
3. «You're Beautiful» (Acústico) – 3:35

### CD Sencillo ( Japón)
1. «You're Beautiful» (The Q;indivi+ Remix) (con Keri) - 3:28

## Posicionamiento en listas
| Listas (2005-2006)                       | Máxima posición |
| ---------------------------------------- | --------------- |
| Alemania (Offizielle Deutsche Charts)    | 2               |
| Australia (ARIA)                         | 2               |
| Austria (Ö3 Austria Top 40)              | 6               |
| Bélgica (Flandes) (Ultratop 50)          | 1               |
| Bélgica (Valonia) (Ultratop 50)          | 3               |
| Canadá (Nielsen SoundScan)               | 1               |
| Estados Unidos (Billboard Hot 100)       | 1               |
| Estados Unidos (Mainstream Top 40)       | 5               |
| Estados Unidos (Adult Top 40)            | 1               |
| Estados Unidos (Adult Contemporary)      | 1               |
| US Billboard Pop 100                     | 1               |
| Estados Unidos (Adult Alternative Songs) | 4               |
| Dinamarca (Tracklisten)                  | 4               |
| Francia (SNEP)                           | 5               |
| Irlanda (IRMA)                           | 1               |
| Italia (FIMI)                            | 1               |
| Nueva Zelanda (Recorded Music NZ)        | 4               |
| Noruega (VG-lista)                       | 1               |
| Países Bajos (Dutch Top 40)              | 1               |
| Polonia (Polish Airplay Top 100)         | 3               |
| UK Singles (The Official Charts Company) | 1               |
| República Checa (Rádio Top 100)          | 26              |
| Suiza (Schweizer Hitparade)              | 2               |
| Suecia (Sverigetopplistan)               | 1               |